# Jonathan Bell Lovelace
Jonathan Bell Lovelace (1895 – 1979) est le fondateur de la société The Capital Group Companies, un important groupe d'investissements américain, spécialisé dans les fonds de pension.

## Biographie
Jonathan Bell Lovelace est né en 1895 à Brenton dans l'Alabama et sort diplômé de l'Université d'Auburn. Durant les années 1920, Lovelace est employé par E.E. MacCrone & Co, un établissement financier de Détroit et y acquiert les techniques de recherche d'investissements.
En 1929, peu avant le krach boursier, il ne voyait pas de lien logique entre les prix du marché alors astronomiques et les entreprises en elles-mêmes ; certains marchés étant par ailleurs sous-estimés, il revendit donc son portefeuille d'actions qu'il avait constitué via cette société de Détroit, réalisant ainsi son capital loin du marché boursier volatil. Il déménagea ensuite en Californie.
En 1931, il fonde sa propre société avec deux associés, Lovelace, Dennis & Renfrew, qui devient The Capital Research and Management Company, rebaptisée plus tard The Capital Group Companies. Très tôt, cette société devient un modèle d'efficacité, réussissant à créer une synergie entre le siège californien et New York.
Il fut membre entre autres du directoire de Walt Disney Productions durant les années 1940.